# Argentinische Musik
Die argentinische Musik nährt sich aus Einflüssen mehrerer Kulturen. Obwohl die Mehrzahl der Einwohner des Landes von Europäern abstammt, wurden auch karibische und schwarzafrikanische Einflüsse in Stile wie dem Tango eingebracht. Auch die Musik der Ureinwohner hat zahlreiche Tänze und Liedformen beeinflusst.

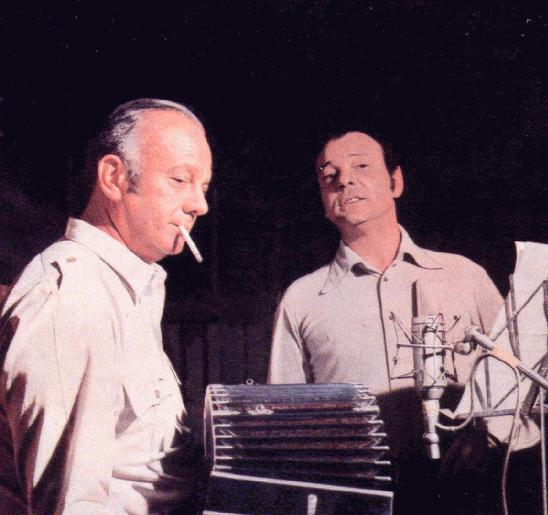
Das Tango-Duo Astor Piazzolla/Horacio Ferrer. Der Tango gilt als identitätsstiftende Musik von Buenos Aires

## Musik der Ureinwohner
Die Musik der Ureinwohner Argentiniens ist vergleichsweise wenig bekannt, sie wird in den verschiedenen indianischen Gemeinschaften jedoch nach wie vor gespielt und gesungen. Dabei sind die Stile unter den verschiedenen Gruppen sehr unterschiedlich. Einige wenige Sänger und Gruppen (vor allem der Mapuche der Südanden und der Kolla im Nordwesten) sind auch kommerziell aktiv, insbesondere seit Mitte der 1990er Jahre gibt es ein Revival der traditionellen präkolumbianischen Musik, wobei die einfachere Produktion von Tonträgern (z. B. mittels CD-Brennern) diesen Trend unterstützte.

### Nordwestargentinien

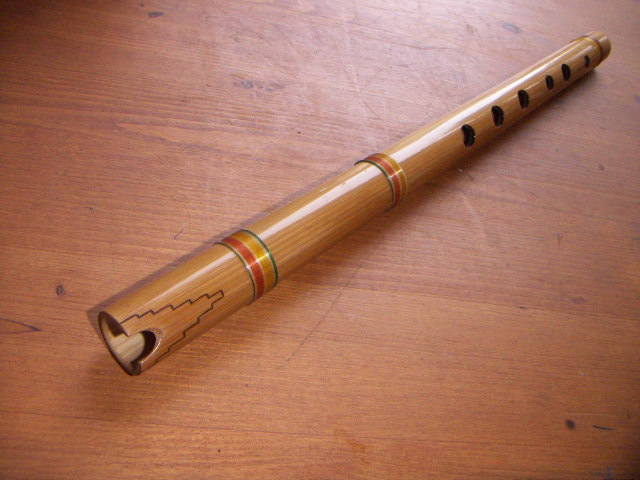
Die Quena, eine traditionelle Flöte aus dem Andenraum

Die Musik der Hochlandindianer aus dem Nordwesten Argentiniens hat bleibende Einflüsse in der heutigen Folkloremusik der Region hinterlassen. Sie unterscheidet sich nur unwesentlich von der traditionellen Hochlandmusik Boliviens und Perus.
Saiteninstrumente waren bis zum Eintreffen der Spanier nicht bekannt, stattdessen beschränkt sich die Musik auf Blas- und Rhythmusinstrumente. Viele modernen Folkloregruppen spielen Musikstücke der indianischen Traditionen mit einem spanisch-gemischten Instrumentarium, z. B. mit Gitarre und Charango, andere Bands dagegen, die sogenannten bandas de sikuris, beschränken sich auf die möglichst originalgetreue Wiedergabe dieser Stücke. Die meisten Musikformen sind Tanzstile, die der Beschwörung der traditionellen Gottheiten wie der Pachamama dienten. Ein besonders abweichender Stil ist die copla, die auch in der Folklorebewegung weiterlebt: ein rezitativähnlicher, langsamer, nur von einer Trommel begleiteter Gesang.
Charakteristisch für die gesamte Region ist die Obertonmelodik: die Melodien und Akkorde bestehen aus den Obertönen eines Grundtons.

### Patagonien
Auch die Musik der Mapuche aus den Südanden, deren Kultur sich später in ganz Patagonien verbreitete, kennt keine vorkolonialen Saiteninstrumente. Früher wurde der einsaitige Musikbogen kunkullkawe (cunculcahue) mit einem zweiten Bogen gestrichen. Neben dem Gesang nehmen heute Blas- und Perkussionsinstrumente tragende Rollen ein. Bekannt ist die Trutruca, ein alphornähnliches Instrument aus dem Colihue-Baumstamm. Die Pifilka ist ebenfalls ein Aerophon, es übernimmt mit seinem hellen Klang jedoch Melodieaufgaben. Das Instrument wurde ursprünglich aus Menschenknochen, insbesondere aus Skeletten von gefallenen gegnerischen Kriegern, gefertigt; heute besteht es jedoch aus Holz. Wichtigstes Rhythmusinstrument ist die Kultrún, eine Art Pauke aus Holz, die insbesondere in der Musik der Schamanen Bedeutung hat, in der ihr heilende Funktionen zugewiesen werden. Die Kultrún ist oft mit Blut bemalt; sie wird dadurch sowohl mit dem Krieg und der Gewalt als auch mit der weiblichen Fruchtbarkeit (zur Menstruation assoziiert) in Verbindung gebracht. Daneben ist die Cascahilla, zusammenhängende Bronzeschellen, bei den Tänzen von Bedeutung.
Wie bei vielen anderen animistischen Gruppen hat auch bei den Mapuche die Musik eine religiöse Bedeutung. Sie spielt vor allem bei den einmal im Jahr abgehaltenen Feierlichkeiten eine Rolle. Diese enthalten sowohl rhythmische Tänze als auch religiöse Gesänge, die Tailes, die a cappella vorgetragen werden.
Unter den heutigen Mapuche-Künstlern stechen die Sängerinnen Beatriz Pichi Malén, Luisa Calcumil sowie Juan Namuncura heraus.

### Nordosten
Im Nordosten Argentiniens sind die wichtigsten Indianergruppen die Toba, Wichí und Guaraní.
Die Toba pflegen eine repetitive Musik, die aus sich ständig wiederholenden Elementen besteht und rituellen Charakter hat. Eine tragende Rolle nehmen von Chören vorgetragene Gesänge ein, die von aus Kürbissen hergestellten Perkussionsinstrumenten, den tapaga, begleitet werden, daneben gibt es eine einsaitige, mit einem Bogen gestrichene Kastenspießlaute namens nowikw, die zum Typus der westafrikanischen ngonis gehört, und die Trommel patequi. Die Musik der Tobas, die heute außerhalb der Stammesgemeinschaft kaum noch bekannt ist, wurde besonders durch Mercedes Sosa, die vereinzelte Gesänge der Toba-Musik neu interpretierte, und durch die Gruppe Tonolec, die sie mit elektronischen Elementen vermischt, wieder in die Folklore-Szene eingebracht.
Auch die Musik der Guaraní ist weitgehend repetitiv und basiert auf nur einem einzigen Akkord sowie auf einem einfachen binären Taktsystem. Bei den rituellen Musikveranstaltungen herrscht eine strenge Rollenteilung, so übernimmt der Schamane den Gesang und wird dabei von den Frauen im Oktavabstand begleitet. Die Männer übernehmen rezitative Einlagen sowie das Schlagen von Rhythmusinstrumenten wie der maraca (eine Gefäßrassel) und dem ywira’i, einem langen Stock. Auch die Kinder werden in die Veranstaltungen miteinbezogen, sie tanzen und schlagen dazu den takuapú, eine rhythmisch verwendete Stampfröhre aus einem langen Bambusrohr. Des Weiteren gibt es eine Panflöte und eine einfache Kernspaltflöte, die mimby. Weit bekannter als diese originäre Musik ist allerdings der Chamamé, der aus Guaraní-Rhythmen und der europäischen Polka in der Kolonialzeit entstand.
Die Wichí dagegen haben ihre autochthone Musik nahezu vollständig verloren, nachdem sie von Missionaren im 19. und beginnenden 20. Jahrhundert christianisiert wurden. Eine Gruppe von jungen Wichi mit dem Namen Sacham versucht in Begleitung des Musikwissenschaftlers Sergio Aschero die musikalischen Traditionen wiederzubeleben.

## Kunstmusik

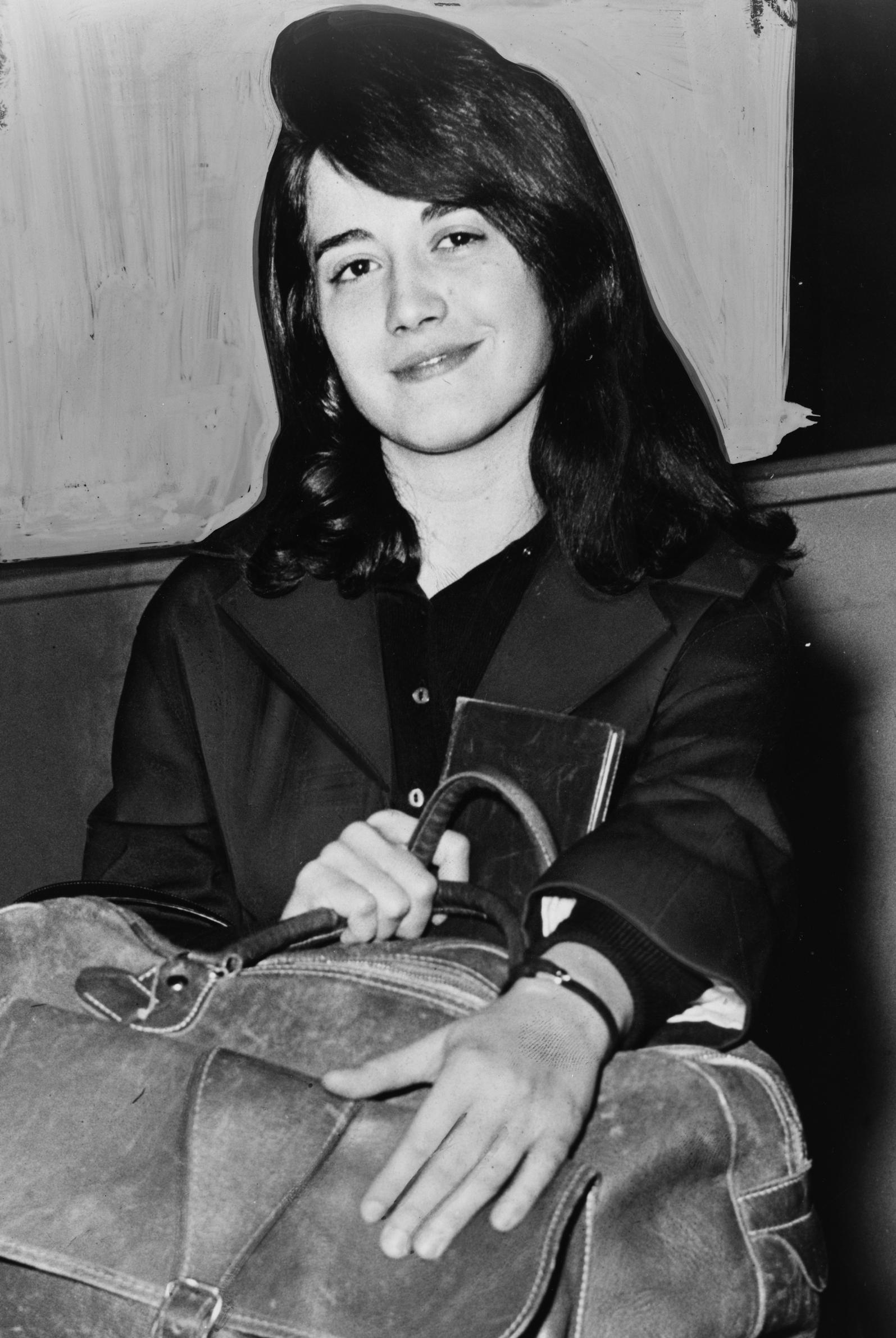
Die Pianistin Martha Argerich (1962)

Nach der Erlangung der Unabhängigkeit 1816 begann sich in Argentinien langsam eine Musikszene herauszubilden, die noch stark von Europa beeinflusst war. Zunächst beherrschte der Iluminismo, eine Strömung, die besonders die nationalen Symbole betonte, die gesamte Kultur und damit auch die Musik. In der ersten Hälfte des 19. Jahrhunderts entstand dann auch die Nationalhymne Argentiniens, die Canción Patriótica, die stilistisch der Spätklassik zuzurechnen ist. Sie wurde von Blas Parera komponiert, einem Spanier, der in seiner Jugend nach Argentinien ausgewandert war.
Erst nach dem Beginn des 20. Jahrhunderts bildete sich vor allem in Buenos Aires eine namhafte Kunstmusik-Szene heraus. Ihr bekanntester Vertreter war Alberto Ginastera (1916–1983), der in seinen frühen Werken (seinen von ihm selbst sogenannten „objektiven und subjektiven nationalistischen Perioden“) zunächst die europäischen Strömungen mit argentinischer Folkloremusik kombinierte, später aber zum Expressionismus wechselte. Obwohl er zahlreiche Konzerte und andere längere Werke komponierte, wurde sein berühmtestes Werk die kurze Toccata, als sie von der Rockgruppe Emerson, Lake & Palmer gecovert wurde.
Ein weiterer berühmter Komponist ist Mauricio Kagel (1931–2008), der aber meist der deutschen Musikszene zugerechnet wird, da er 1957 nach Deutschland übersiedelte. Kagel, der insbesondere im modernen Musiktheater aktiv war und zahlreiche politisch beeinflusste Werke schrieb, gehört zu den bedeutendsten Komponisten der Neuen Musik in der zweiten Hälfte des 20. Jahrhunderts.
Am Schnittbereich zwischen klassischer und populärer Musik befindet sich Lalo Schifrin, der besonders als Komponist von Film- und Fernsehmusik bekannt wurde. Aus seiner Feder stammt das Thema der Fernsehserie Kobra, übernehmen Sie (auch in der Mission: Impossible-Trilogie zu hören). Schifrin bedient sich in seinen Werken sowohl klassischer als auch Jazz-Einflüsse.
Als bekannteste Interpreten klassischer Musik der Gegenwart gelten die Pianistin Martha Argerich, die trotz ihrer bekannten Publicity-Scheu mehrere Grammys gewinnen konnte, der Opernsänger Marcelo Álvarez, einer der bekanntesten Tenöre um die Jahrtausendwende, der Dirigent Daniel Barenboim sowie das Kammermusik-Ensemble Camerata Bariloche.
Martín Palmeri (* 1965) verbindet europäische Kirchenmusik mit dem Tango Nuevo und ist seit 2005 häufig in Europa als Dirigent seiner Werke zu Gast.

## Folklore

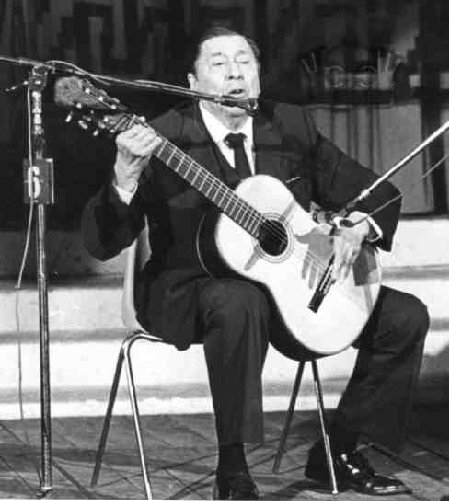
Atahualpa Yupanqui, einer der bekanntesten Folkloremusiker des Landes, beim Festival von Cosquín

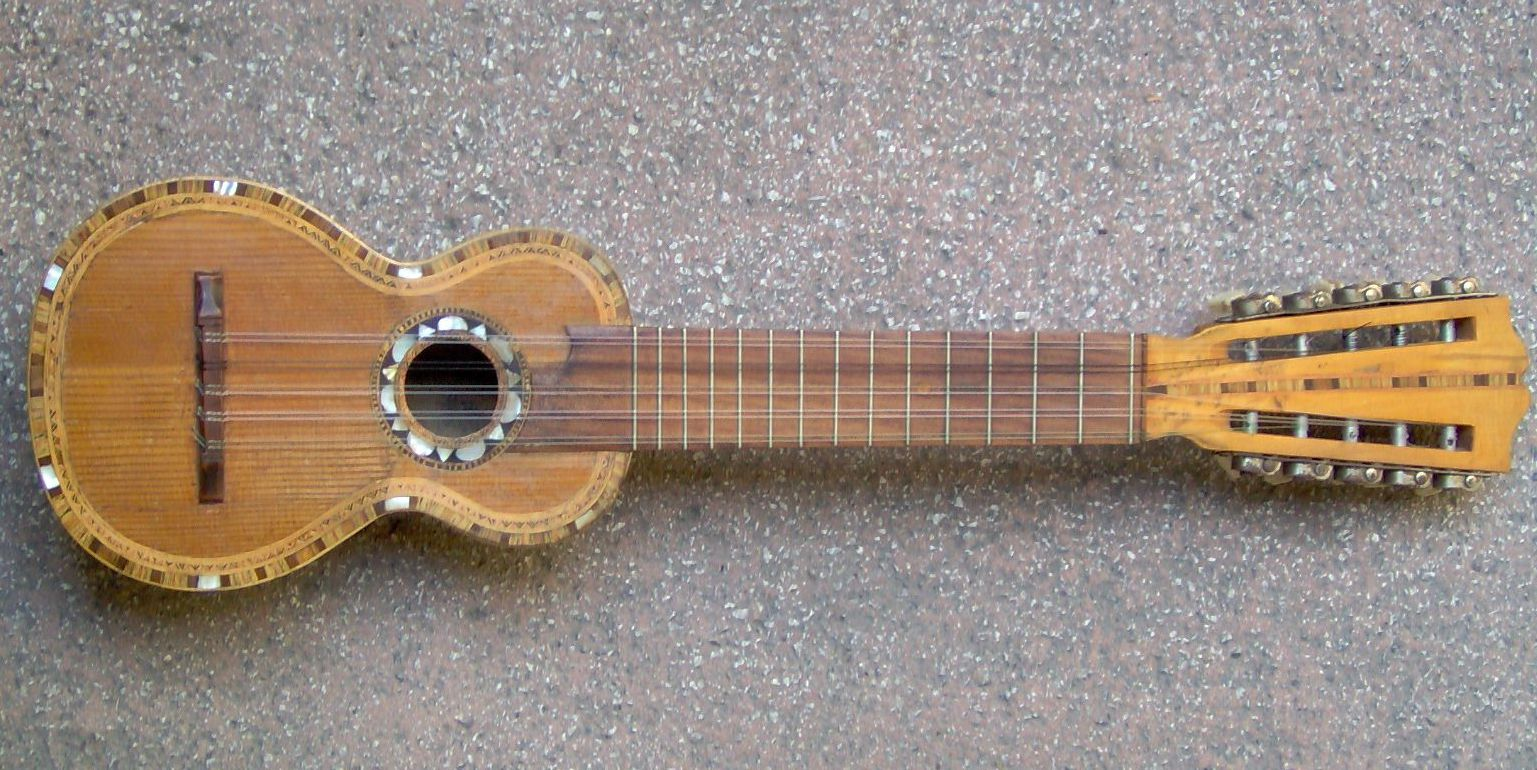
Die Charango, ein mandolinenähnliches Saiteninstrument

Hauptartikel: Folklore (Argentinien)
Mit Folklore oder música popular werden in Argentinien eine Reihe von Volksmusikstilen bezeichnet, die insbesondere von der spanischen, aber auch der osteuropäischen Musik beeinflusst wurden. Es haben sich im Laufe der Jahrhunderte drei Hauptstile herauskristallisiert: einmal die andine Folklore des Westens und Nordwestens, die mit der Volksmusik Boliviens, Perus und Chiles vergleichbar ist und auch indianische Elemente enthält, zum zweiten die Folkloremusik der Pamparegion, die eine Reihe von Tänzen umfasst, die der spanischen Volksmusik sehr ähnlich sind, und die Folklore des Litoral, deren bekanntester Exponent der chamamé ist und die besonders von den osteuropäischen Musiktraditionen beeinflusst wurden.
Besonders in den kleineren und mittleren Städten sowie auf dem Land erfreut sich die Folklore nach wie vor höchster Beliebtheit. Festivals dieser Musikrichtung, wie beispielsweise in Cosquín (Provinz Córdoba), Cafayate (Salta) und Humahuaca (Jujuy) locken Tausende Besucher an, und auch in der Großstädten werden von allen Altersgruppen die sogenannten peñas, Restaurants oder Bars mit Livemusik, besucht. Unter den zahllosen Folkloregruppen gibt es auch zahlreiche Ensembles, die die Folkloremusik modernisieren, indem sie mit elektrischen Musikinstrumenten ein rockiges Flair erzeugen.
Die Folklore der Pampa-Region ist stark mit der Gaucho-Tradition verbunden. Gaucho-typische Kunstformen wie die Payada (ein aus dem Stegreif getexteter Reim) und der Zapateo (eine Art Schuhplattler) haben sich untrennbar mit Tanzstilen wie der Zamba und der Chacarera vermischt. So sprechen die Gauchos typischerweise kurze Payadas mit weniger als einer Minute Dauer, um danach von einer Zamba oder Chacarera abgelöst zu werden und dem nächsten Gaucho Platz zu machen. Auch wenn der Gaucho als Beruf heute nicht mehr existiert, sind seine kulturellen Traditionen und damit auch die Musik nach wie vor in der Landbevölkerung lebendig. Musikinstrumente dieser Folkloreform sind die Bombo, eine große mit einem Rinderfell bespannte Trommel, die Gitarre sowie die Charango, ein mandolinenähnliches Saiteninstrument, seltener ist auch die Violine und die Mundharmonika zu finden.
Die andine Folklore ist eine typische Mestizo-Musikform: sie beinhaltet sowohl indianische, europäische als auch schwarzafrikanische Elemente. Der in Argentinien populäre Musiktyp unterscheidet sich dabei nur in Details von dem in Bolivien, Peru, Ecuador und Nordchile verbreiteten Stil. Charakteristisch ist eine große Varietät von Holzbläsern, darunter besonders zahlreiche Flötenarten wie die Quena, die durch Überblasen ihren typischen Klang erhält. Gemeinsam mit der Panflöte (Sicus) ist die Quena das meistbenutzte Melodieinstrument der andinen Folklore und gibt ihr daher ihren typischen Klang. Weiterhin ist die Rhythmik dieser Stile oft sehr variantenreich und ausgefeilt, besonders bei Tänzen mit klaren schwarzafrikanischen Einflüssen wie der Saya. Ein charakteristisches Element ist ebenso die Obertonmelodik, in der die Melodien hauptsächlich aus den Obertönen eines Grundtons bestehen, sowie teils auch Pentatonik (Fünftonleiter).
Auch die Folklore des Litoral ist der Mestizo-Musik zuzurechnen. Sie verbindet osteuropäische mit indianischen Elementen. Die bekanntesten Stile sind polka correntina und Chamamé, beide von der Polka abstammend. Die Besetzung besteht aus Kontrabass (in den neueren Varianten E-Bass) und Akkordeon, die Gitarre ist weniger präsent, dagegen findet sich bei neueren Gruppen häufig ein Keyboard oder Synthesizer.

## Urbane Musikstile
Einige Städte Argentiniens haben eigene Musikstile hervorgebracht, die heute nach wie vor populär sind. Die bekannteste Richtung ist der Tango aus Buenos Aires (bzw. der gesamten Küstenregion des Río de la Plata), daneben gibt es die Trova Rosarina aus Rosario und das Cuarteto aus Córdoba.

### Tango
Der Tango entstand in den Küstenstädten des Río de la Plata, insbesondere in Buenos Aires, aber auch im uruguayischen Montevideo sowie in La Plata und Rosario gegen Ende des 19. Jahrhunderts. Die Musik ist eine Mischung aus karibischen (insbesondere der kubanischen Habanera), schwarzafrikanischen (Candombe) und europäischen Elementen, deren besonderes Charakteristikum die von zahlreichen Synkopen geprägte Rhythmik ist, deren Tempo innerhalb der einzelnen Stücke stark schwanken kann. Zunächst war der Tanz bei der Ober- und Mittelklasse verpönt, bis er sich um 1900 herum in Europa zur Modeerscheinung entwickelte und danach auch wieder in Argentinien populär wurde.
In den Jahren 1915 bis 1940 war der Tango die bei weitem populärste Musikform im La-Plata-Raum. Sänger wie Carlos Gardel wurden zu Volksidolen, die bis heute von ihren Fans vergöttert werden. Nach dem Zweiten Weltkrieg verlor der Tango jedoch an Popularität, bis die neue Garde des Tango Nuevo ihm frisches Leben einhauchte und ihn mit Elementen des Jazz und der klassischen Kunstmusik verband. Bekanntester Komponist dieser Form ist Astor Piazzolla.
Seit den 1980er Jahren wird der Tango auch mit der Rockmusik und seit den 1990er Jahren auch mit der elektronischen Tanzmusik kombiniert. Besonders um 2001 / 02 wurde der Electrotango zu einer Modeerscheinung, die auch bei jüngeren Argentiniern Anklang fand.
Heute ist der Tango insbesondere in der Filmmusik beliebt, besonders in Werken, die die Stadt Buenos Aires zum Thema haben. Ansonsten hat er seinen Status als Volkskultur nahezu eingebüßt: verglichen mit anderen Musikstilen spielen heute nur wenige Lokale in Argentiniens Großstädten Tango live, darunter viele mit einem ausgesprochen touristischen Hintergrund. Es gibt jedoch vereinzelte Tango-Discos, die vor allem von älteren Argentiniern besucht werden und vor allem die klassischen Tangos aus der ersten Hälfte des 20. Jahrhunderts spielen. Dieselbe Zielgruppe konsumiert auch die immer noch recht verbreiteten Tango-Radioprogramme. Seit 1996 gibt es auch einen Tango-Fernsehspartenkanal.

### Trova Rosarina
Weit weniger bekannt als der Tango ist die Trova Rosarina, ein Musikstil, der in den späten 1970er Jahren in Rosario aus dem Canto Popular Rosarino entstand und sich vor allem aus der Rockmusik, aber auch von der Folklore, dem Jazz und dem Tango nährt. Er wurde von einer Gruppe Liedermachern gepflegt, die eng miteinander zusammenarbeiteten und oft auch gemeinsam auftraten. Benannt wurde der Stil nach den mittelalterlichen Gesangsformen, die von höfischen Sängern, den sogenannten Troubadours, kultiviert wurden (vgl. auch Nueva Trova).
Der Stil wurde zunächst von einer kleinen Gruppe von Musikern vertreten, unter denen die bekanntesten Juan Carlos Baglietto und Fito Páez sind. Später wurden mehrere Bands, die eine ähnliche Mixtur verfolgten, ebenso mit diesem Begriff bedacht. Nach Ende der 1980er Jahre geriet der Stil zwar nicht in Vergessenheit, nahm aber an Popularität ab. Er beeinflusste jedoch die argentinische Rockmusik bis heute. Insbesondere Fito Páez wird heute eher mit dem Etikett der Rockmusik als mit der Trova Rosarina gekennzeichnet.

### Cuarteto
Eine Sonderstellung in der argentinischen Musikszene nimmt das Cuarteto ein, das sich zwischen 1940 und 1980 in Córdoba entwickelte. Es ist ein schneller, auf einem einfachen Klavier-Riff (dem sogenannten tunga-tunga) basierender Tanz und entstand ursprünglich aus einer Synthese europäischer Volkstänze (insbesondere Paso Doble und Tarantella), nahm im Laufe der Jahrzehnte jedoch auch zahlreiche Elemente aus karibischen Musikstilen wie dem Merengue und der Rockmusik auf. Den Namen Cuarteto (span. für Quartett) bekam es von seiner ursprünglichen Besetzung: Klavier, Kontrabass, Violine und Akkordeon, heute werden jedoch auch zahlreiche Blasinstrumente sowie E-Gitarre, Synthesizer und Keyboards eingesetzt.
In der Anfangszeit war das Cuarteto der Musikstil der Armen an der damals noch ländlich geprägten Peripherie von Córdoba. Mit dem Aufstieg von Carlos Jiménez, dem bis heute wohl bekanntesten Cuarteto-Interpreten, ab den 1970er Jahren wurde er jedoch auch bald bei der Bevölkerung der zentraler gelegenen Stadtteilen und der Mittel- und Oberschicht beliebt, auch wenn das Cuarteto bis heute am tiefsten in der Arbeiterklasse verwurzelt ist. Jiménez war auch der erste, der Bläser bei seinen Konzerten einsetzte und damit den Grundstein für die „Karibisierung“ des Stils legte, die schließlich zum cuarteto merenguero oder merengueto führte.
Seit Anfang der 1990er Jahre ist das Cuarteto auch in anderen Regionen Argentiniens beliebt geworden, seit Interpreten wie Rodrigo es mit der Popmusik vermischten und den Klang modernisierten. Dennoch ist die Musikrichtung nach wie vor am beliebtesten in Córdoba, wo jede Woche mehrere bailes, Massenveranstaltungen mit Livemusik stattfinden, sowie in den Nachbarprovinzen Catamarca, Tucumán und La Rioja.

## Rock- und Popmusik

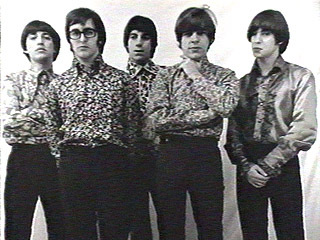
Los Gatos, Pionierband der argentinischen Rockmusik

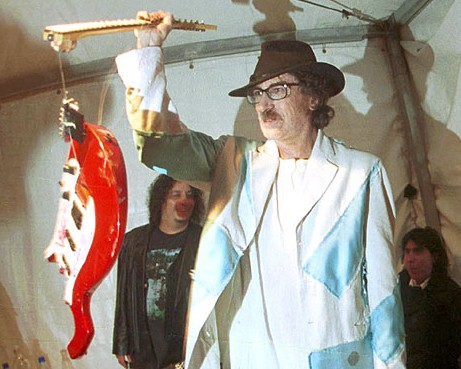
Charly García bei einem Auftritt in der Casa Rosada

Hauptartikel: Argentinische Rock- und Popmusik
Seit den 1960er Jahren hat sich in Argentinien eine variantenreiche Szene in der Rock- und Popmusik entwickelt. Heute ist die Kultur des rock nacional eine der vorherrschenden Jugendkulturen.

### Klassischer Rock und Bluesrock
Die Rockszene Argentiniens entstand um 1967 besonders in den Städten Buenos Aires und Rosario. Dort hatte sich, beeinflusst von den USA, eine Jugendkultur entwickelt, die den Idealen der Hippies nacheiferte und damit gegen die rechtsextremistische Politik der Militärdiktatur (1966–73) protestierte. Nachdem zunächst angloamerikanische Rockmusik konsumiert wurde, traten Ende der 1960er Jahre verstärkt lokale Rockgruppen wie Los Gatos auf den Plan. Einer ersten Blütezeit zwischen 1969 und 1976 folgte die nächste Militärdiktatur 1976–83, die noch repressiver gegen die Rockszene vorging und damit zahlreiche Musiker ins Exil trieb. Andere, wie Charly García, der häufig als bekanntester Rockmusiker Argentiniens bezeichnet wird, konnten in dieser Zeit große Popularität erlangen. Erst ab der Demokratisierung 1983 konnte sich die Rockszene ungehindert ausbreiten und auch kommerzielle zu einer erfolgreichen Musikbewegung werden.
Bis heute beherrschen klassische Akkordschemen und Melodien, vielfach vom Blues beeinflusst, den rock nacional Argentiniens. Gruppen wie Pappo's Blues, Patricio Rey y sus Redonditos de Ricota, Los Ratones Paranóicos, Divididos und Viejas Locas ziehen Zehntausende bei ihren Shows an. In den 1990er Jahren wurde der rock rolinga zum Erfolg, der den Sound mit einfachen, das Leben der armen Jugendlichen beschreibenden Texten ergänzte und Einflüsse vor allem der Rolling Stones aufnahm.

### Heavy Metal, Punk und Alternative Rock
Alternative Richtungen der Rockmusik hatten es in Argentinien bisher vergleichsweise schwer, ein Publikum zu finden. So entstanden insbesondere nach der Demokratisierung 1983 zahlreiche Heavy-Metal-Gruppen, von denen aber nur wenige auch kommerziell erfolgreich wurden. Der Sound dieser Bands – am bekanntesten sind Rata Blanca und Almafuerte – ist kaum von den Gruppen US-amerikanischer Prägung zu unterscheiden, einige Bands nahmen allerdings vereinzelt Folklore-Elemente auf. Ebenfalls sehr verhalten war die Entwicklung in vom Metal beeinflussten Independent-Richtungen wie Grunge, Crossover und Nu Metal, deren lokale Exponenten bis heute nur ein begrenztes Publikum anzogen. Zwar entstanden in den späten 1980er Jahren im argentinischen Underground einige Hardcore-Gruppen wie Minoría Activa, DAJ, und Otra Salida; und wurden diese Richtungen in den frühen 1990er Jahren schnell unter den Jugendlichen populär, der Großteil beschränkte sich jedoch auf das Konsumieren angloamerikanischer Produktionen.
Etwas erfolgreicher verlief die Entwicklung beim Punkrock. Die ersten Bands tauchten schon in den 1970er Jahren auf und waren vor allem von der poppigen Richtung der Ramones beeinflusst. Einen großen Aufschwung erlebte die Punkszene jedoch in den 1990er Jahren, in denen einige Gruppen wie Attaque 77 und 2 Minutos in die erste Liga der argentinischen Rockbands aufsteigen konnten. Auch wenn Punkrock bisher von den Verkaufszahlen her nicht an den klassischen Rock herankommt, konnten sich diese Bands dauerhaft in der Szene etablieren.
Um die Jahrtausendwende war die Alternative Pop/Rock Band Babasónicos wahrscheinlich am erfolgreichsten außerhalb argentinischer Grenzen.

### Reggae, Ska und Latin Rock
In der zweiten Hälfte der 1980er Jahre wurde auch jamaikanische Stile wie Reggae, Rocksteady und Ska sowie in etwas geringerem Umfang auch Dancehall in Argentinien populär. Vorreiter war die italienisch-argentinische Band Sumo, die bereits zu Beginn des Jahrzehnts Reggae in lokalem Gewand präsentierte. In der Anfangszeit versuchten die Bands dabei, den Sound des originalen Reggaes zu kopieren. Erst ab etwa 1990 setzte, beeinflusst von ausländischen Gruppen wie Mano Negra, eine eigenständige Entwicklung ein, die den Reggae insbesondere mit lateinamerikanischen Stilen (z. B. Merengue und Cumbia) vermischten. Eine andere Gruppe von Bands kombinierte den Sound mit Punkrock. Dies führte schließlich zu einer recht vielfältigen Szene, in der auch der sogenannte Latin Rock einzuschließen ist, da viele Bands sich nicht auf einen Stil festlegten, sondern in verschiedene Richtungen experimentierten.
Heute hat sich die Reggaeszene Argentiniens konsolidiert. Zahlreiche Bands wie Los Cafres, Los Pericos, Los Fabulosos Cadillacs und Karamelo Santo landen regelmäßig Charterfolge. Anders als die meisten Rockbands sind mehrere Reggaebands Argentiniens auch in Europa bei einem Nischenpublikum bekannt geworden.

### Popmusik

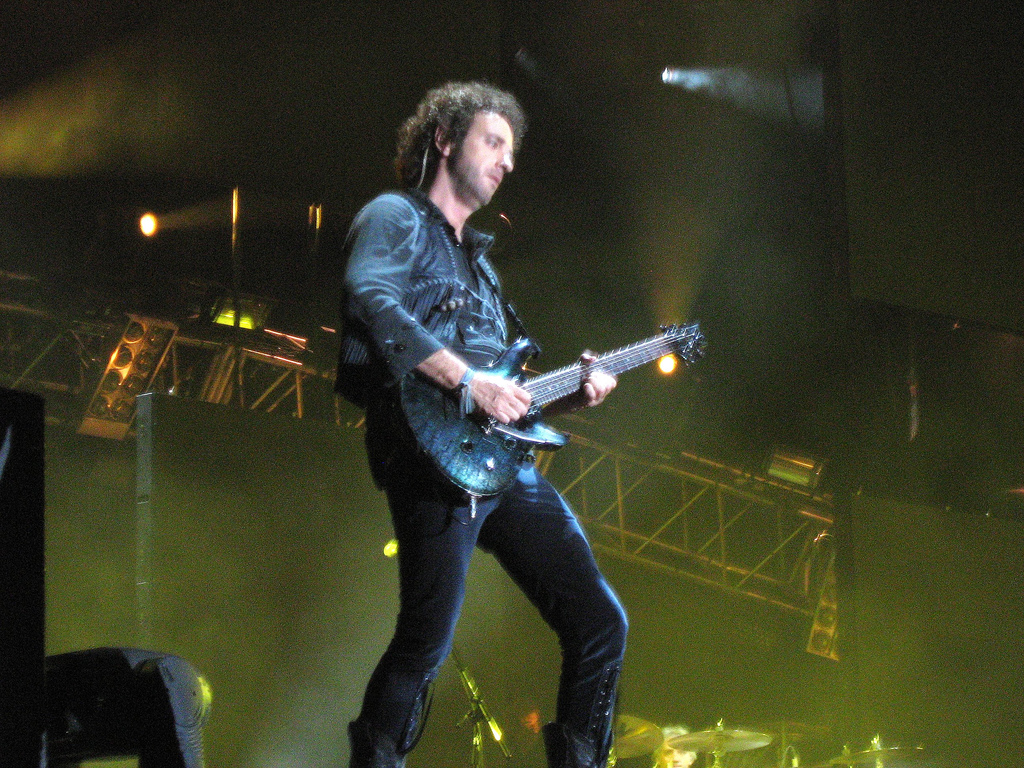
Soda-Stereo-Frontmann Gustavo Cerati bei einem Konzert in Santiago de Chile

Die Popmusik im engeren Sinne lässt sich grob gesagt in zwei Gruppen einteilen: einmal in die Stile, die von Europa und Nordamerika beeinflusst wurden, zum anderen in die sogenannten Boleros, einen typisch lateinamerikanischen Stil.
Pop nordamerikanischer Prägung wurde in Argentinien bereits in den 1970er Jahren populär. Es war unter den Rock- und Popstilen die einzige Musikrichtung, die von den Militärdiktaturen toleriert wurde. Besonders der Disco-Sound und später der Synthie-Pop beherrschten lange Zeit die Diskotheken; dabei konnten auch lokale Bands wie Virus und Duo Pimpinela zu Stars aufsteigen. Im Spannungsfeld zwischen Pop und Rock befand sich die Band Soda Stereo, die mit ihren poetischen Texten und vom Psychedelic Rock beeinflussten Sound in den 1980er Jahren zu einer der bekanntesten Bands Südamerikas aufstiegen. In den 1990er Jahren wurde es etwas ruhiger in dieser Richtung, bis gegen Ende des Jahrzehnts eine neue Welle von Interpreten wie Adicta und Miranda! dem Pop neues Leben einhauchten.
Waren und sind diese Bands Teil der „alternativeren“ Szene, ist lateinamerikanische Pop nach Art der boleros dagegen ein Stil mit einem sehr massiven Publikum, den auch ältere Argentinier konsumieren. Es handelt sich hier einerseits um langsamere, sentimentale Titel, die sowohl vom US-amerikanischen Pop als auch vom klassischen Bolero beeinflusst wurden, zum anderen um schnellere tanzorientierte Sparten. Bekannte Interpreten sind Diego Torres und Emanuel Ortega.
Seit den 1990er Jahren hat auch der sogenannte Teenie-Pop in Argentinien eigene Bands hervorgebracht, die vielfach Fernsehserien und Castingshows entspringen. Ihr Stil ist eine Mischung aus dem klassischen, von Dance und Funk beeinflussten angloamerikanischen Teeniepop und lokalen Elementen, auch Boleros findet man häufig in ihrem Repertoire. Bekannte Exponenten sind Erreway und Bandana.

### Elektronische Musik
Die House-Musik-Szene gelangte Ende der 1980er Jahre, kurz nach dem Auftreten der Acid-House-Welle, auch nach Argentinien. Zu dieser Zeit war die Band The Sacados ziemlich populär. Allerdings konnten sich erst um 1993, mit der aufkommenden Dancefloor-Welle, derartige Genres dauerhaft etablieren. Einer der bekanntesten DJs der Anfangsphase war DJ Dero, der besonders mit einer Fusion von Tribal-House- und Dance-Elementen von sich reden machte. Rund um die Clubs Oval in Buenos Aires und El Sol in Villa Allende (Córdoba) entstand langsam die argentinische Techno- und House-Szene. Gleichzeitig begannen Bands wie die von Klaus Johns mit alternativen Ambient- und Trip-Hop-Sounds zu experimentieren, so dass die Szene bald sehr vielfältig wurde.
Die bekanntesten DJs und Produzenten gegen Mitte der 1990er Jahre waren Diego Ro-K, Aldo Haydar, Carlos Alfonsín und das Kollektiv Urban Groove. Kurz darauf begann der Aufstieg des aus Buenos Aires stammenden Hernán Cattáneo, der sich gegen Ende des Jahrzehnts auch in der weltweiten Szene etablieren konnten und heute zu den beliebtesten DJs der Stilrichtung Progressive House überhaupt gehört; er wurde im Jahr 2004 von den Lesern der renommierten Zeitschrift DJ Magazine auf Platz 6 gewählt. Auch der mit Cattáneo zusammenarbeitende Martín García wurde ab Beginn des 21. Jahrhunderts international erfolgreich.
Heute ist die Szene in den Großstädten sehr aktiv und vielfältig. Neben den bekannten Künstlern findet man experimentellere Projekte wie Altocamet, Escobar und Zort. Eine der neuesten Entwicklungen, etwa ab 2005, ist die Entstehung einer Mashup-Szene, die aus elektronischen Elementen, Cumbia Villera und Hip-Hop einen eigenen Sound kreiert. Hauptexponenten sind hier Villa Diamante, Daleduro und Frikstailers.

## Música Tropical
Als Música Tropical werden in Argentinien die Varianten der kolumbianischen Cumbia bezeichnet, einem entfernt mit dem Reggae verwandten Tanzstil, der mittlerweile fast populärer als in seinem Ursprungsland ist. Seit den ausgehenden 1970er Jahren gibt es vor allem im Litoral (Santa Fe, Entre Ríos) eine besonders in der Landbevölkerung verwurzelte Szene. In den 1990er Jahren wurde die Musik auch in den Städten populär, es entstanden eigene Ausprägungen wie die Cumbia Romántica und die Cumbia Villera. Viele der argentinischen Cumbia-Stile sind von der sogenannten Cumbia Andina oder Chicha, der peruanischen Abwandlung der Cumbia, beeinflusst, die langsamer als die traditionelle Cumbia ist und Elemente aus der andinen Folklore wie dem Huayno, einer populären Liedform, integriert.

### Cumbia Santafesina
In der Provinz Santa Fe war die Cumbia bereits in den 1970er Jahren beliebt. Der Musiker Juan Carlos Denis gründete 1976 die Gruppe Los del Bohio, die sich dadurch auszeichnete, dass im Gegensatz zur kolumbianischen Cumbia hier die Gitarre das Hauptinstrument war. In der Folgezeit vermischte sich diese neue Spielform wieder mit der traditionellen Cumbia. Als bekannteste Exponenten dieser hybriden Form gelten heute Los Palmeras, die auch vereinzelte elektronische Elemente in die Musik einbrachten.

### Bailanta
Als Bailanta bezeichnet man in Buenos Aires und den Städten des Litoral Diskotheken, in denen nur Cumbia und Cuarteto gespielt werden. Diese Diskotheken bieten oft Live-Shows von Bands der genannten Stilrichtungen. Rund um die Bailantas entwickelte sich in den 1980er Jahren die heutige Szene der Música Tropical, als bevorzugt aus dem Osten Argentiniens Binnenwanderer in den Städten die dort schon sehr populären Formen der Cumbia einführten.

### Cumbia Romántica
Die Cumbia Romántica ist eine Mischung des traditionellen Cumbia-Sounds mit der Popmusik. Sie wurde seit Beginn der 1990er Jahre populär, als die Bailanta-Bewegung auch auf die Jugend der Mittelklasse überschwappte. Rund um die Stilrichtung bildete sich etwa ab 1995 eine eigene Modewelle, die insbesondere durch die Band Ráfaga beeinflusst wurde. Diese kombinierte alte spanische Kostüme bei ihren Auftritten mit Anzügen aus der Glamrock-Bewegung.
Zahlreiche Gruppen der Cumbia Romántica wurden auf Castings zusammengestellt und hatten daher in weiten Teilen der Musikszene ein Image, das mit Boygroups vergleichbar ist.

### Cumbia Villera
Die Cumbia Villera entstand Ende der 1990er Jahre weitgehend als Reaktion auf die Cumbia Romántica. Erste Texte, die sich mit der Kultur der villas miserias, der Kultur der Slums Argentiniens, befassten, kamen um 1997 von der Gruppe Amar Azul. Deren Keyboarder Pablo Lescano baute 1999 die Gruppe Flor de Piedra auf, um sich komplett von der Cumbia-Romántica-Szene zu lösen. Die Band verband Cumbia, folkloristische Elemente mit Techno- und Trance-Sounds; die Texte handelten vom expliziten Leben in den Slums.
In den Jahren 2000 und 2001 entstanden zahlreiche weitere Bands mit ähnlichen Ambitionen (Damas Gratis, Los Pibes Chorros), der Sound wurde zunehmend eigenständiger und elektronischer. Ab 2002 ging der Boom wieder etwas zurück. Nun begannen Bands wie La Base, die musikalische Struktur der Cumbia Villera mit weniger expliziten, romantischen Texten zu mischen. Dieser Trend setzte sich Mitte des Jahrzehnts mit Néstor en Bloque und Agrupación Marilyn fort. Heute hat sich so aus dieser einstigen Protestmusik ein weiterer kommerziell orientierter Popmusik-Stil entwickelt.